# كريستينا إكلوند
كريستينا إكلوند (بالسويدية: Christina Eklund)‏ هي متسابقة بياثل سويدية، ولدت في 19 يناير 1970 في لاهتي في فنلندا.

## وصلات خارجية
- كريستينا إكلوند على موقع IBU (الإنجليزية)
- كريستينا إكلوند على موقع أوليمبيديا (الإنجليزية)
- كريستينا إكلوند على موقع اللجنة الأولمبية السويدية (السويدية)